# Arthur Fischer
Arthur Johannes Harald Fischer, född 2 november 1897 i Tyska Sankta Gertruds församling, Stockholm, död 3 december 1991 i Katarina församling, Stockholm, var en svensk skådespelare, författare och tecknare. 

## Biografi
Fischer var son till kapellmästaren Franz Fischer (1867–1944) och bror till skådespelaren och författaren Siegfried Fischer (1894–1976) samt gift med skådespelaren Stina Guttormsen.
Fischer började spela teater på Hippodromen i Malmö 1914, han engagerades därefter vid olika teatrar i Stockholm och Finland. Han var en duktig tecknare och var anställd på Svenska Dagbladet 1926–1931 och gav 1928 ut en samling karikatyrer i boken I bakhåll. Tillsammans med sin bror Siegfried Fischer skrev han ett flertal folklustspel.
På grund av sitt utseende fick Fischer ofta gestalta bovroller. Några av de mest notabla var som Diamant-Lasse i Munkbrogreven (1935), gangstergängsledare i Grabbarna i 57:an (1935) och sol-och-vårare i Pensionat Paradiset (1937).
Han är begravd på Skogskyrkogården i Stockholm.

## Filmografi

### Filmmanus
- 1936 – 33.333
- 1955 – Den glade skomakaren

### Roller i urval
- 1933 – Augustas lilla felsteg
- 1934 – Marodörer
- 1935 – Grabbarna i 57:an
- 1935 – Munkbrogreven
- 1935 – Kärlek efter noter
- 1937 – Familjen Andersson
- 1937 – Pensionat Paradiset
- 1938 – Baldevins bröllop
- 1939 – Valfångare
- 1939 – Skanör-Falsterbo
- 1939 – Melodin från Gamla Stan
- 1940 – Kronans käcka gossar
- 1940 – Blyge Anton
- 1941 – Tänk, om jag gifter mig med prästen
- 1941 – Göranssons pojke
- 1942 – Morgondagens melodi
- 1942 – Sexlingar
- 1942 – Sol över Klara
- 1942 – Gula kliniken
- 1942 – Livet på en pinne
- 1944 – Narkos
- 1944 – Sabotage
- 1944 – Skeppar Jansson
- 1945 – Tre söner gick till flyget
- 1945 – Bröderna Östermans huskors
- 1945 – Brott och Straff
- 1945 – Idel ädel adel
- 1945 – I Roslagens famn
- 1945 – Pettersson & Bendels nya affärer
- 1945 – Änkeman Jarl
- 1946 – Försök inte med mej ..!
- 1946 – Bröder emellan
- 1947 – Rallare
- 1947 – Får jag lov, magistern!
- 1947 – Kvarterets olycksfågel
- 1947 – Folket i Simlångsdalen
- 1947 – Onda ögon
- 1948 – Flottans kavaljerer
- 1948 – Marknadsafton
- 1948 – Textilarna
- 1948 – Lappblod
- 1948 – De kämpade sig till frihet
- 1949 – Pappa Bom
- 1949 – Lång-Lasse i Delsbo
- 1949 – Hin och smålänningen
- 1949 – Boman får snurren
- 1950 – Rågens rike
- 1950 – Frökens första barn
- 1950 – Regementets ros
- 1950 – Ung och kär
- 1951 – Leva på "Hoppet"
- 1951 – Livat på luckan
- 1951 – Skeppare i blåsväder
- 1952 – Kalle Karlsson från Jularbo
- 1952 – När syrenerna blomma
- 1953 – Sommaren med Monika
- 1953 – Folket i fält
- 1953 – Ursula – flickan i finnskogarna
- 1954 – Taxi 13
- 1954 – Östermans testamente
- 1955 – Åsa-Nisse ordnar allt
- 1955 – Den glade skomakaren
- 1956 – Sången om den eldröda blomman
- 1956 – Skorpan
- 1957 – Far till sol och vår
- 1957 – Med glorian på sned
- 1958 – Fridolf sticker opp!
- 1959 – Bara en kypare
- 1962 – Raggargänget
- 1963 – Mordvapen till salu
- 1963 – Den gula bilen
- 1963 – Sten Stensson kommer tillbaka
- 1966 – Trettio pinnar muck
- 1968 – Farbror Blås nya båt
- 1969 – Eva - den utstötta
- 1972–1974 – Bröderna Malm (TV-serie)

## Teater

### Pjäser
- 1933 – Barn på beställning
- 1934 – Greven av Gamla stan (tillsammans med Sigge Fischer)
- 1936 – Fröken Grönlunds pojke (tillsammans med Sigge Fischer)
- 1936 – Tro, hopp och kärlek

### Roller
| År   | Roll                                      | Produktion                                                                       | Regi                         | Teater                      |
| ---- | ----------------------------------------- | -------------------------------------------------------------------------------- | ---------------------------- | --------------------------- |
| 1928 | Kommissarie Centuri                       | Alla ha rätt Luigi Pirandello                                                    | Ernst Eklund                 | Komediteatern               |
| 1928 | Eugène                                    | Du skall ta mig Louis Verneuil                                                   | Ernst Eklund                 | Komediteatern               |
| 1928 |                                           | Österlunds Hanna Frans Hedberg                                                   | Hjalmar Peters               | Tantolundens friluftsteater |
| 1932 |                                           | Skojar-Hampus på Stornäs Siegfried Fischer                                       |                              | Söders friluftsteater       |
| 1933 |                                           | Violen från Flen Siegfried Fischer                                               |                              | Söders friluftsteater       |
| 1933 |                                           | Barn på beställning Arthur Fischer                                               | Arthur Fischer               | Mosebacketeatern            |
| 1934 |                                           | Greven av Gamla stan Sigge och Arthur Fischer                                    |                              | Mosebacketeatern            |
| 1934 |                                           | Dollarflickan Sigge och Arthur Fischer                                           |                              | Söders friluftsteater       |
| 1934 |                                           | Julia på camping Sigge Fischer                                                   |                              | Mosebacketeatern            |
| 1935 | Rulle Järnhammar, plåtslagare             | Hur ska' de' gå för Pettersson? Sigge Fischer                                    |                              | Söders friluftsteater       |
| 1935 | Hansen, kypare                            | Följ me' till Köpenhamn Sigge Fischer                                            | Sigge Fischer                | Mosebacketeatern            |
| 1936 | Hampus                                    | Skojar-Hampus Sigge Fischer                                                      |                              | Mosebacketeatern            |
| 1936 |                                           | Fröken Grönlunds pojke Sigge och Arthur Fischer                                  | Sigge Fischer Arthur Fischer | Mosebacketeatern            |
| 1936 | Kapten Björnberg                          | Tro, hopp och kärlek Arthur Fischer                                              | Arthur Fischer               | Klippans sommarteater       |
| 1936 | Pastor Norström                           | Hemsöborna August Strindberg                                                     | Sigge Fischer                | Mosebacketeatern            |
| 1936 |                                           | Augustas lilla felsteg Sigge Fischer                                             |                              | Mosebacketeatern            |
| 1937 | Skomakaren                                | Bergsprängarbruden Albin Erlandzon                                               | Sigge Fischer                | Mosebacketeatern            |
| 1937 |                                           | Lördagsflirt Bjørn Bjørnevik                                                     |                              | Mosebacketeatern            |
| 1937 | Medverkande                               | Opp och heja! eller Mannen som stal Golfströmmen Tage Forsberg och Henry Carlson |                              | Mosebacketeatern            |
| 1938 |                                           | Glada änkan i 12:an Siegfried Fischer                                            | Siegfried Fischer            | Klippans sommarteater       |
| 1939 | "Don Juan"                                | Don Juan i 7:an Gideon Wahlberg                                                  | Gideon Wahlberg              | Odeonteatern, Stockholm     |
| 1939 |                                           | Kärlek och landstorm Gideon Wahlberg och Walter Stenström                        | Gideon Wahlberg              | Odeonteatern, Stockholm     |
| 1940 | Sjöbussen                                 | Familjen Larsson Sigge Fischer                                                   |                              | Odeonteatern, Stockholm     |
| 1940 | Medverkande                               | Strax lite varmare, revy Gideon Wahlberg, Ch. Henry och Einar Molin              | Gideon Wahlberg              | Odeonteatern, Stockholm     |
| 1940 |                                           | Här dansar Kalle Karlsson Sigge Fischer                                          |                              | Klippans sommarteater       |
| 1953 |                                           | Hans nåds testamente Hjalmar Bergman                                             | Sandro Malmquist             | Skansens friluftsteater     |
| 1958 |                                           | Södercharmörer Ingmar Billow och Stig Browall                                    | Stig Browall                 | Tantolundens friluftsteater |
| 1959 |                                           | Råttfällan Agatha Christie                                                       | Börje Mellvig Bengt Blomgren | Lisebergsteatern            |
| 1961 |                                           | Bättre sent än aldrig (It’s never too late) Felicity Douglas                     | Sandro Malmquist             | Riksteatern                 |
| 1962 | Jake Latta                                | Iguanans natt Tennessee Williams                                                 | Per Gerhard                  | Vasateatern                 |
| 1964 | Georges de la Trémoille, riksföreståndare | Sankta Johanna George Bernard Shaw                                               | Per Gerhard                  | Vasateatern                 |
| 1966 | Monsieur Cochet                           | Kaktusblomman Pierre Barillet och Jean-Pierre Grédy                              | Per Gerhard                  | Vasateatern                 |